# Multifurca zonaria
Multifurca zonaria är en svampart som först beskrevs av Buyck & Desjardin, och fick sitt nu gällande namn av Buyck & V. Hofstetter 2008. Multifurca zonaria ingår i släktet Multifurca och familjen kremlor och riskor.   Inga underarter finns listade i Catalogue of Life.